# Museu Nacional da República do Bascortostão

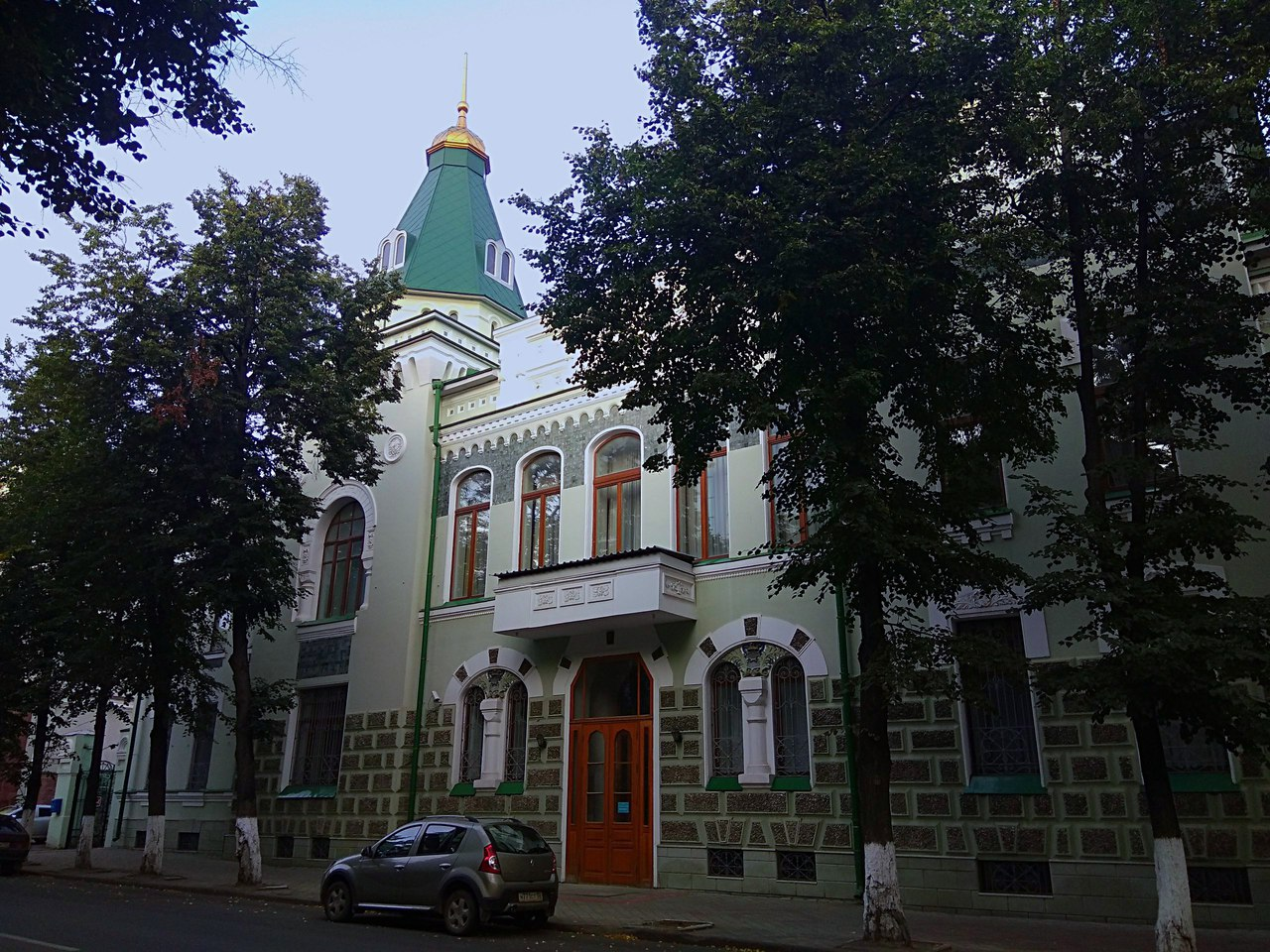
A parte principal do prédio do museu

O Museu Nacional da República do Bascortostão é uma instituição nacional de cultura e arte. É o maior museu do Bascortostão e um dos mais antigos da Rússia.

## História
O Museu foi fundado em 23 de abril de 1864 no Comitê Estatístico Provincial da Província de Orenburg por iniciativa de alguns dos membros do comitê. A fundação contou a participação ativa do governador G. C. Aksakova.
Desde dezembro de 1989, museu está instalado no prédio do antigo Peasant Land Bank .
No período de 2001 a 2003 o prédio passou por grandes reparos.

## Acervo
Arqueologia (a época do bronze e da pedra), história (séculos 15 a 21), etnografia dos bashkir e outros povos da república (udmurts, mordovianos, mari, ucranianos, chuvashs etc.) são encontrados em 35 salas de exposições. Salões dedicados à natureza do Bascortostão recriam vários ambientes biológicos: "Anfíbios, répteis e peixes", "Cavernas do Bascortostão", "Idade da Pedra" e uma pequena exposição introduz um dos símbolos vivos da região - a abelha de Burzyan.
O museu possuí um total de 190 mil peças. Armazenamento de ativos fixos somam mais de 51 mil unidades de armazenamento do fundo de apoio científico.